# Etnografia
L'etnografia (del grec etnos, 'poble' o 'nació', i grafia, 'escriure': 'descripció dels pobles') és la disciplina que descriu els costums i tradicions dels pobles en antropologia. És la disciplina pràctica que forneix dades a l'etnologia; també pot definir-se com a etnologia descriptiva. El seu ús s'ha estès a la recerca qualitativa o l'estudi de casos, en què l'etnografia és el primer pas per a l'anàlisi. L'etnografia intenta descriure una realitat des del punt de vista dels participants i no sols des de l'observador extern (que, inevitablement, modifica allò que estudia). Els etnògrafs obtenen les dades a partir d'observacions directes, filmacions, entrevistes i similars.
L'etnografia, com les dades empíriques sobre la salut humana, les societats i cultures, va ser pionera en les branques biològiques, socials i culturals de l'antropologia, però també s'ha convertit en popular en les ciències socials en general, en la sociologia, en els estudis de comunicació i història, en què s'estudien els grups ètnics, formacions, composicions, reassentaments, característiques socials, la materialitat, l'espiritualitat i l'etnogènesi. L'etnografia típica és un estudi global i, per tant, inclou una breu història i una anàlisi del terreny, el clima i l'hàbitat d'estudi. En tots els casos, ha de ser reflexiva, fer una contribució important per a la comprensió de la vida social dels éssers humans, tindre un impacte estètic en el lector i expressar una realitat creïble. Observar el món (l'estudi) des del punt de vista del subjecte (no el participant etnògraf), registrar tota la conducta observada, i descriure totes les relacions simbòliques utilitzant conceptes que eviten explicacions casuals.
Ni la filologia ni l'etnografia no tingueren gaire d'interès per als estudiosos xinesos fins al segle xix.

## Origen del concepte i el terme
Friedrich Müller desenvolupà el concepte d'etnografia com a disciplina individualitzada mentre participava en la segona expedició de Vitus Behring a Kamtxatka (1733–1743) com a professor d'història i geografia; la designà Völkerbeschreibung (literalment, 'descripció dels pobles').
El neologisme ethnographia, format d'arrels gregues, s'atribueix a l'historiador Johann Friedrich Schöpperlin, en el marc d'una obra publicada a Nördlingen (Suàbia) el 1767.
Fou l'historiador August Ludwig von Schlözer (1735-1809) qui encunyà els termes Ethnographie ('etnografia'), Ethnographische Metode ('mètode etnogràfic') i Ethnograph ('etnògraf') en el curs 1771-1772 de la Universitat de Göttingen, conjuntament amb Christoph Wilhelm Jacob Gatterer. Arran d'això s'introduí la nova disciplina en el món acadèmic, en un intent de reformar la comprensió contemporània de la història mundial.